# Паровозное депо (Новосибирск)
Паровозное депо — памятник архитектуры регионального значения, расположенный в промышленной зоне вокзала Новосибирск-Главный. Состоит из двух зданий, построенных в 1893 и 1896 годах. 1 января 1896 года с вводом депо и других объектов вокзала началось регулярное движение железнодорожного транспорта на участке между Челябинском и станцией Обь.

## История

### Период Российской империи
1 октября 1896 года после возведения депо, вокзала, водонапорной башни и мастерских открылось регулярное движение по участку Челябинск — ст. Обь Западно-Сибирской железной дороги. Руководил работами Владимир Константинович Жандр, начальник дистанции первого разряда Среднесибирского участка железной дороги. В то время паровозное депо было крупнейшим предприятием Новониколаевска. Оно включало в себя вагонные, сварочные, слесарно-токарные, кузнечно-литейные мастерские и было рассчитано на 450 рабочих мест.
В августе 1896 года предприятие получило название — паровозное депо с мастерскими станции «Обь», 17 февраля 1898 года его назвали паровозным депо станции «Новониколаевск».
В мае 1898 года в депо был организован социал-демократический кружок, который начал распространять в среде рабочих-железнодорожников революционные идеи. В конце 1893 — начале 1894 года на основе нескольких новониколаевских кружков была создана Обская группа РСДРП.

### Советский период
12 февраля 1926 года предприятие переименовано в паровозное депо станции «Новосибирск».
27 марта 1934 года в депо на митинге железнодорожников выступил М. И. Калинин, в честь этого события возле входа в цех «ТР-2 МВС» установлена мемориальная доска.
В 1940 году здесь возникло лунинское движение — одна из форм социалистического соревнования.
В период Великой Отечественной войны в депо был создан бронепоезд «Советская Сибирь», его экипаж организовали из работников депо и отправили на фронт.
3 июля 1952 года предприятию присвоено новое название — локомотивное депо станции «Новосибирск».

## Описание

### ТО-3 Электровозов
Цех «ТО-3 Электровозов» паровозного депо станции «Обь» был построен в 1893 году. Представляет собой одноэтажное прямоугольное в плане здание со стрельчатым фронтоном на одном торце и ступенчатым на другом. Фундамент выполнен из бута, цоколь — из кирпича. Кирпичные стены с бутовыми вставками усиливаются контрфорсами. Крыша и перекрытия здания железобетонные. Небольшого выноса многоступенчатый карниз декорирован поясами и сухариками. В 1960-е годы цех был незначительно реконструирован — увеличена его высота. Размеры здания: 84 × 21 м.

### Цех 1896 года постройки
Цех был построен в 1896 году. Фундамент прямоугольного в плане двухсветного здания бутовый, цоколь сделан из кирпича. Стены цеха кирпичные. Карниз двойной с небольшим выносом. В межоконном пространстве выступают лопатки. У окон первого света лучковое завершение с замковым камнем, окна второго света — прямоугольные и также имеют замковый камень. Крыша и перекрытия из железобетона. В 1960-е годы при реконструкции здания появился второй свет и одноэтажная пристройка. Размеры здания в плане: 126 × 18,9 м.

## Известные работники
- Константин Сергеевич Заслонов (1910—1942) — железнодорожный работник депо с 1935 года. Во время Великой Отечественной войны ушёл на фронт и направлен во вражеский тыл, где вёл активную «рельсовую войну». Руководитель партизанских формирований Оршанской зоны. Погиб в бою. Заслонову присвоено звание Героя Советского Союза посмертно[3][2].
- Фёдор Андреевич Корчагин (1877—1924) — революционер, член Обской группы РСДРП, политический деятель[4].
- Николай Александрович Лунин (1915—1968) — машинист, новатор железнодорожного транспорта, организатор социалистического соревнования, названного в его честь.